# 克洛本約赫峰

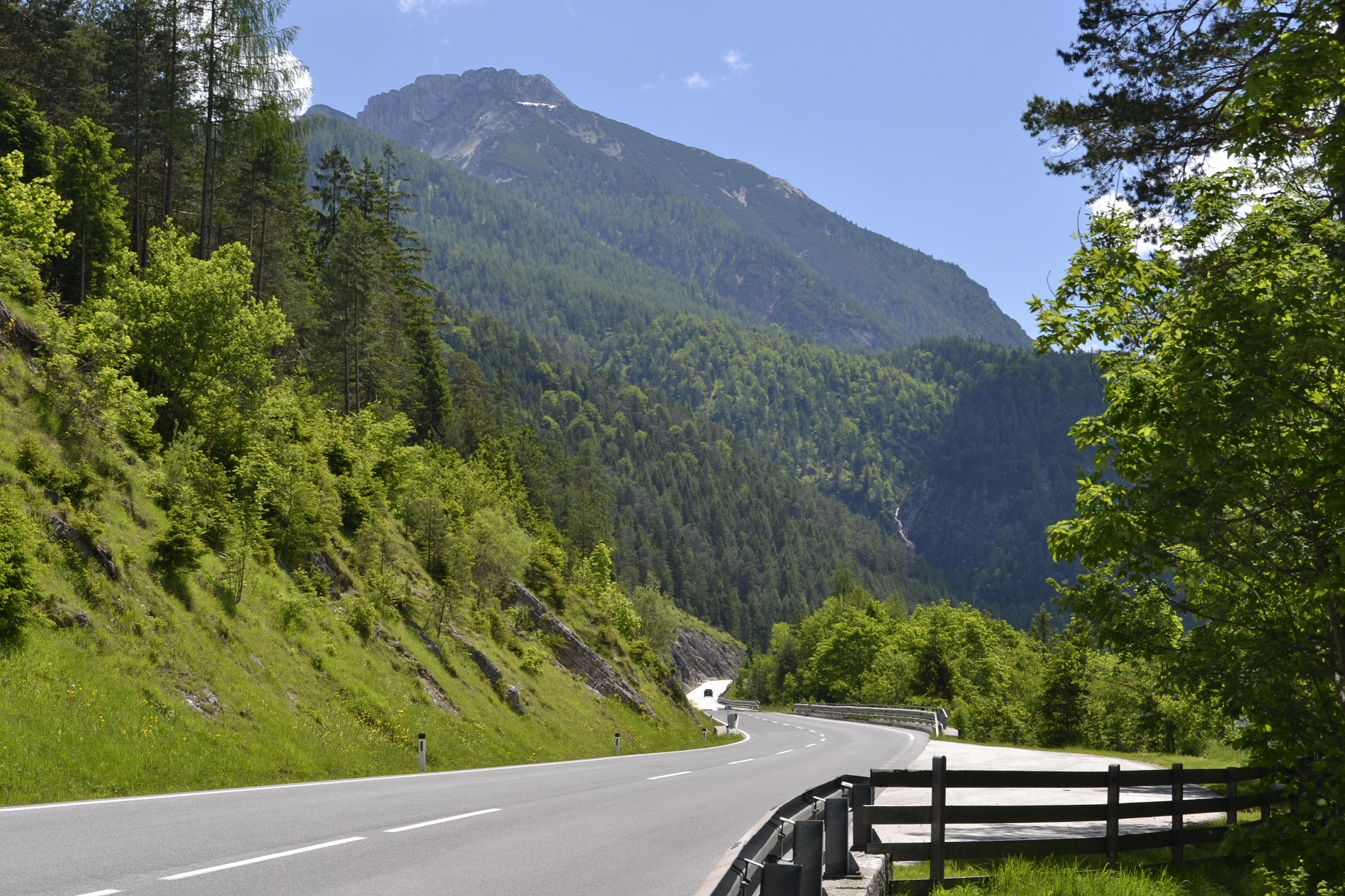

47°27′30″N 11°44′05″E / 47.45847°N 11.73471°E
克洛本約赫峰（德語：Klobenjochspitze），是奧地利的山峰，位於該國西部，由蒂羅爾州負責管轄，屬於布兰登贝格山的一部分，該山峰海拔高度2,041米。